# Aleksander Chlebowski
Aleksander Chlebowski (ur. w 1766 w Węgrzynowie koło Pleszewa, zm. 17 lipca 1848 w Kuszynie) – polski pułkownik z czasów wojen polsko-rosyjskich (od 1792 roku) i czasów napoleońskich.

## Życiorys

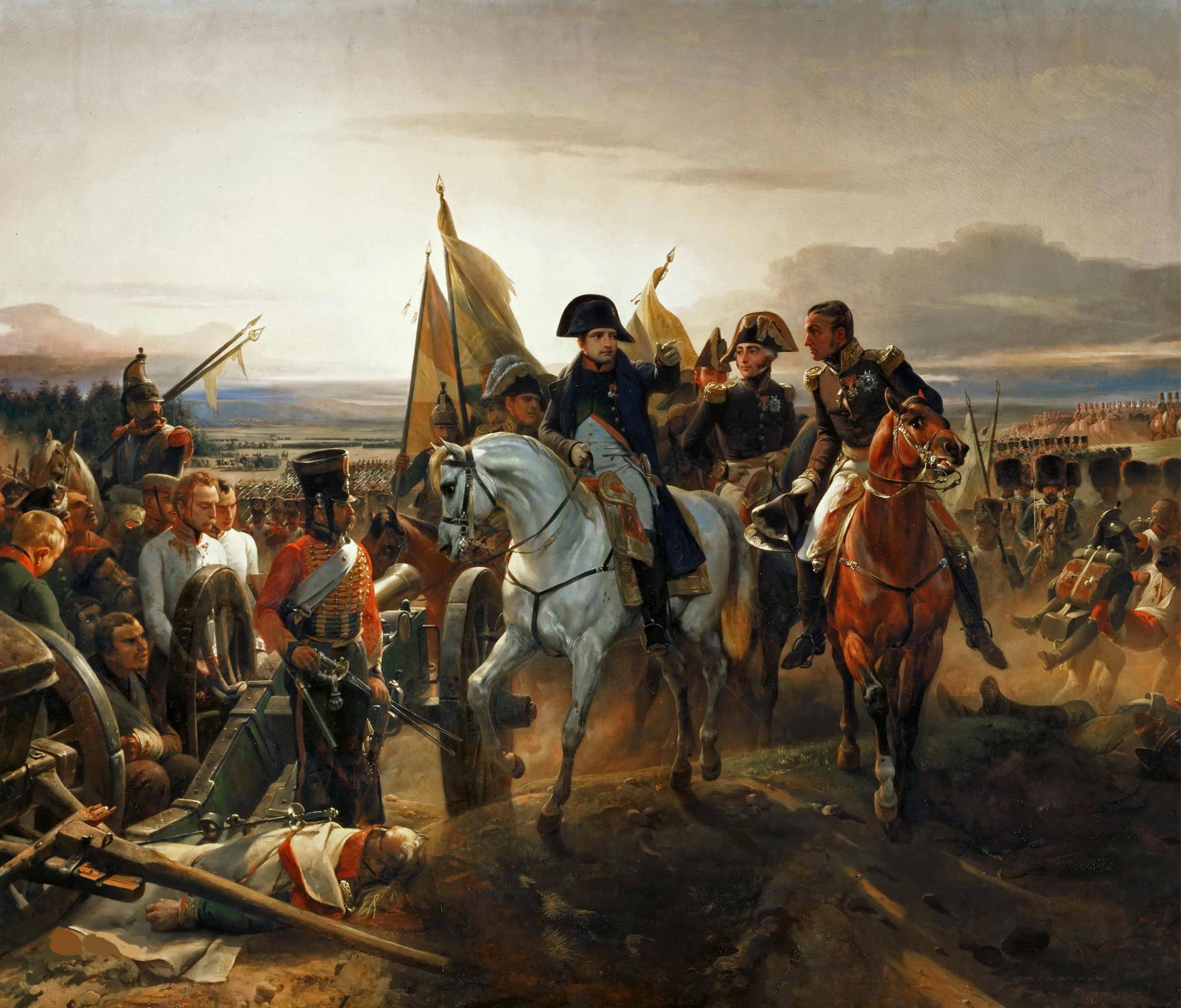
Napoleon na polu bitwy pod Frydlandem

Był synem Karola z Wybranowa herbu Poraj i Marianny z domu Ziemięckiej
W 1784 roku wstąpił do pułku pieszego, w którym – po przejściu stopni podoficerskich – uzyskał w 1791 roku szlify podporucznika. Brał udział w wojnie polsko-rosyjskiej w 1792 roku. Wsławił się obroną grobli pod Szepetówką w czasie bitwy pod Zieleńcami. W 1794 roku awansował na porucznika.
Podczas insurekcji kościuszkowskiej przejął dowodzenie batalionem strzeleckim, który przeprowadził na stronę powstańców. Mimo otoczenia batalionu przez Rosjan pod Szydłowcem, udało mu się wyprowadzić swoje siły i doprowadzić do obozu Kościuszki. Został za to awansowany na majora i dostał formalnie dowództwo batalionu. Na czele strzelców walczył w bitwie pod Szczekocinami, bronił Warszawy przed wojskami pruskimi i Pragi przed wojskami rosyjskimi.
Po rozwiązaniu polskiej armii nie przyjął propozycji służby w wojsku pruskim, wrócił do swojego majątku w Kaliskiem, gdzie studiował wiedzę wojskową.
Gdy wojska napoleońskie wkroczyły na polskie ziemie jesienią 1806 roku, zgłosił się ochotniczo do wojska i 16 listopada 1806 roku został szefem batalionu w 4., a późniejszym 12. pułku piechoty. Zimą tego roku uczył w Rawiczu nowo mianowanych oficerów musztry i taktyki wojskowej. 15 lutego 1807 roku został dowódcą 11. batalionu 4. dywizji X korpusu, uczestnicząc w oblężeniu Gdańska. W czasie tych walk odznaczył się walecznością, za co 27 marca 1807 roku otrzymał Legię Honorową. W 1807 roku uczestniczył również w bitwie pod Frydlandem. Za udział w walkach 1807 roku otrzymał „polski wojskowy krzyż kawalerski”. Na początku 1809 roku został przeniesiony do 11. pułku piechoty kwaterującego w Gdańsku. Wkrótce został dowódcą tego pułku.
W 1812 roku jego pułk należał do 3. brygady 7. Dywizji Piechoty X Korpusu Wielkiej Armii, dowodzonej przez księcia Macdonalda. Uczestniczył w walkach nad Dźwiną. W czasie odwrotu odznaczył się w wielu walkach, m.in. w bitwie pod Labiewem i szeregu potyczek wzdłuż wybrzeża Bałtyku (między Królewcem a Gdańskiem). W Gdańsku przebywał przez cały czas jego oblężenia w 1813 roku.
27 grudnia 1815 roku odszedł z wojska i osiadł we wsi Kuszyn pod Kaliszem, gdzie żył do śmierci w 1848 roku. Został pochowany w grobie rodzinnym na odległym o 47 km od Kuszyna cmentarzu w Żychlinie.